# Magdalena Szabó
Magdalena Szabó (ur. 14 września 1989 roku w Katowicach) – polska siatkarka, grająca na pozycji przyjmującej.

## Sukcesy klubowe
Mistrzostwo I ligi:
- 2022[1]